# Las Plassas
Las Plassas – miejscowość i gmina we Włoszech, w regionie Sardynia, w prowincji Sud Sardegna. Graniczy z Barumini, Pauli Arbarei, Tuili, Villamar i Villanovafranca.
Według danych na rok 2004 gminę zamieszkiwało 269 osób, 24,5 os./km².